# 李光銘
李光銘（1906年—1949年），臺中新社人，中華民國政治人物，屬於臺中黑派。曾任臺中縣新社鄉長、臺中縣議員、新社鄉民代表等職。

## 家族
- 祖父李龍清，曾任臺中州協議員（日治時期台灣）
- 父陳西欽，曾任臺中縣議員
- 姐夫劉秋存，中華民國畫家，曾任國風書畫學會理事長
- 外甥孫劉昱佑，曾任中國國民黨中央常務委員